# کلیچه
کلیچه (چادگان)، روستایی از توابع بخش چنارود جنوبی  شهرستان چادگان در استان اصفهان ایران است.مردم این روستا از ایل بختیاری می‌باشند

## جمعیت
این روستا در دهستان چنارودجنوبی قرار دارد و براساس سرشماری مرکز آمار ایران در سال ۱۳۸۵، جمعیت آن ۲۲۶ نفر (۵۷خانوار) بوده‌است.